# Вялимяки (месторождение)
Вя́лимя́ки (фин. Välimäki) (также встречается написание Велимяки и Валимяки) — месторождение титаномагнетитовой руды в окрестностях Импилахти, состоящее из нескольких генетически связанных рудных тел: Вялимяки, Хяркинмяки (фин. Härkinmäki), Чупуккамяки (фин. Tsupukkamäki) и Хёхкянмяки (фин. Höhkäänmäki). Поскольку значительная промышленная разработка в конце XIX − начале XX века велась только на первом рудном теле, всё месторождение обычно называют именно его именем. Для обслуживания шахт и карьеров месторождения в 1893 году был построен одноимённый рабочий посёлок.

## История

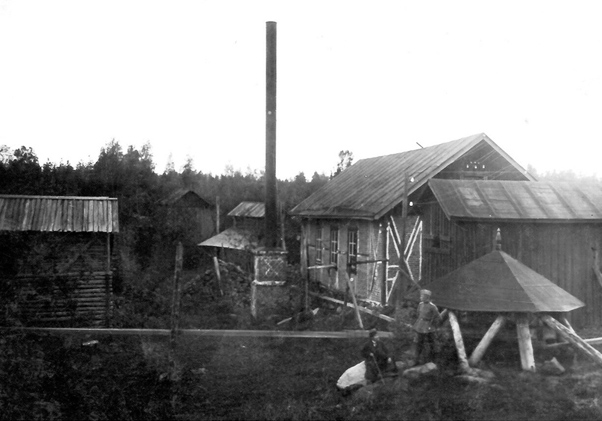
Одна из шахтных выработок (1918 г.)

В 1855 году в ходе своей поездки по Северному Приладожью между Ляскеля и Импилахти финский геолог Хенрик Холмберг выявил магнитную аномалию и собрал образцы железосодержащих пород в районе Вялимяки. Однако открытие Холмберга оставалось незамеченным до 1884 года, когда компания «Wärtsilä» подала заявку на разработку рудного тела Хяркинмяки, расположенного в 2 км от Вялимяки и, вероятно, открытого в этот год. Тем не менее выполненное ими опробование не показало руд, пригодных для добычи. Рудное поле Чупуккамяки было открыто в 1889 году русскими горняками Кошницким и Кейером, направленными Путиловским заводом из Санкт-Петербурга. Кейер составил магнитометрические карты по методу Талена как по этому полю, так и по Хяркинмяки. В Хяркинмяки была пробурена шахта глубиной 23 м, но руды с содержанием железа более 30 % не было обнаружено. Наконец, зимой 1889—1890 годов инженерами Хусгафвелем и Реммлером по поручению Путиловских заводов было исследовано рудное тело Вялимяки. Реммлер составил магнитометрическую карту месторождения по методу Тиберга. Опробование Вялимяки дало хорошие результаты, в том же году началась его разработка и было добыто 6500 тонн руды. Чуть позже было обнаружено рудное тело в Хёхкянмяки, наименее значимое из четырёх.
Право на разработку этого финского месторождения было получено «Обществом Путиловских заводов». В 1893 году у месторождения был основан посёлок для рабочих. Для вывоза руды была построена узкоколейная железная дорога длиной 3,1-3,2 км до пристани на берегу Ладожского озера, устроенной в западной части в деревни Янаслахти на мысу, разделяющем заливы Патьянлахти (фин. Patjanlahti) и Пиенилахти (фин. Pienilahti).
Содержание железа в руде на тот момент оценивалось на уровне 30-35 %. Такая руда требовала обогащения. Для этой цели в 1896 году вблизи шахт была построена обогатительная фабрика. Здесь руда дробилась при помощи дробилки Блейка мощностью 8 л. с., измельчалась в порошок четырьмя шаровыми мельницами фирмы «Krupp» (Магдебург) общей мощностью 72 л. с., а затем при помощи двух магнитных сепараторов «Monarch» фирмы «Magnetiska malmskiljaren» (Стокгольм) разделялась на пустую породу и рудный концентрат с содержанием железа около 60 %. Планировавшийся средний годовой объём добычи руды составлял 10-12 тысяч тонн.
Одновременно с постройкой обогатительной фабрики в Вялимяки в 1895—1896 годах в устье Видлицы был построен Видлицкий чугуноплавильный завод. Если сначала руда доставлялась судами сразу на Путиловский литейный завод в Санкт-Петербург, то после постройки завода в Видлице рудный концентрат стал переплавляться в его домнах. Из-за содержания титана руда из Вялимяки довольно трудно поддавалась восстановлению, поэтому перед поступлением в печи для выплавки её смешивали с озёрными рудами Северо-Восточного Приладожья (бурый железняк) и гематитовыми рудами Тулмозерья, а на Путиловский завод баржами по Ладоге отправлялись уже выплавленные чугунные болванки.
В 1899 году была запущена Ляскельская ГЭС. Электроэнергия с неё стала поступать на рудники, на обогатительную фабрику и для нужд посёлка.
После экономического кризиса и стачек 1905 года месторождение Вялимяки стало убыточным. Официально считалось, что в 1907 году деятельность предприятия была остановлена, однако имеются свидетельства, что Вялимякские рудники действовали до начала 1920-х годов. Узкоколейка впоследствии была разобрана, паровоз и вагоны перемещены в другое место, оборудование шахт и фабрики демонтировано и передано группе компаний «Wärtsilä».
Всего за время эксплуатации месторождения было добыто 388 тысяч тонн руды со средним содержанием железа 22,3 % (до 32 %) и средним содержанием титана 5,5 % (до 6,25 %).

Вялимяки в 1925 году
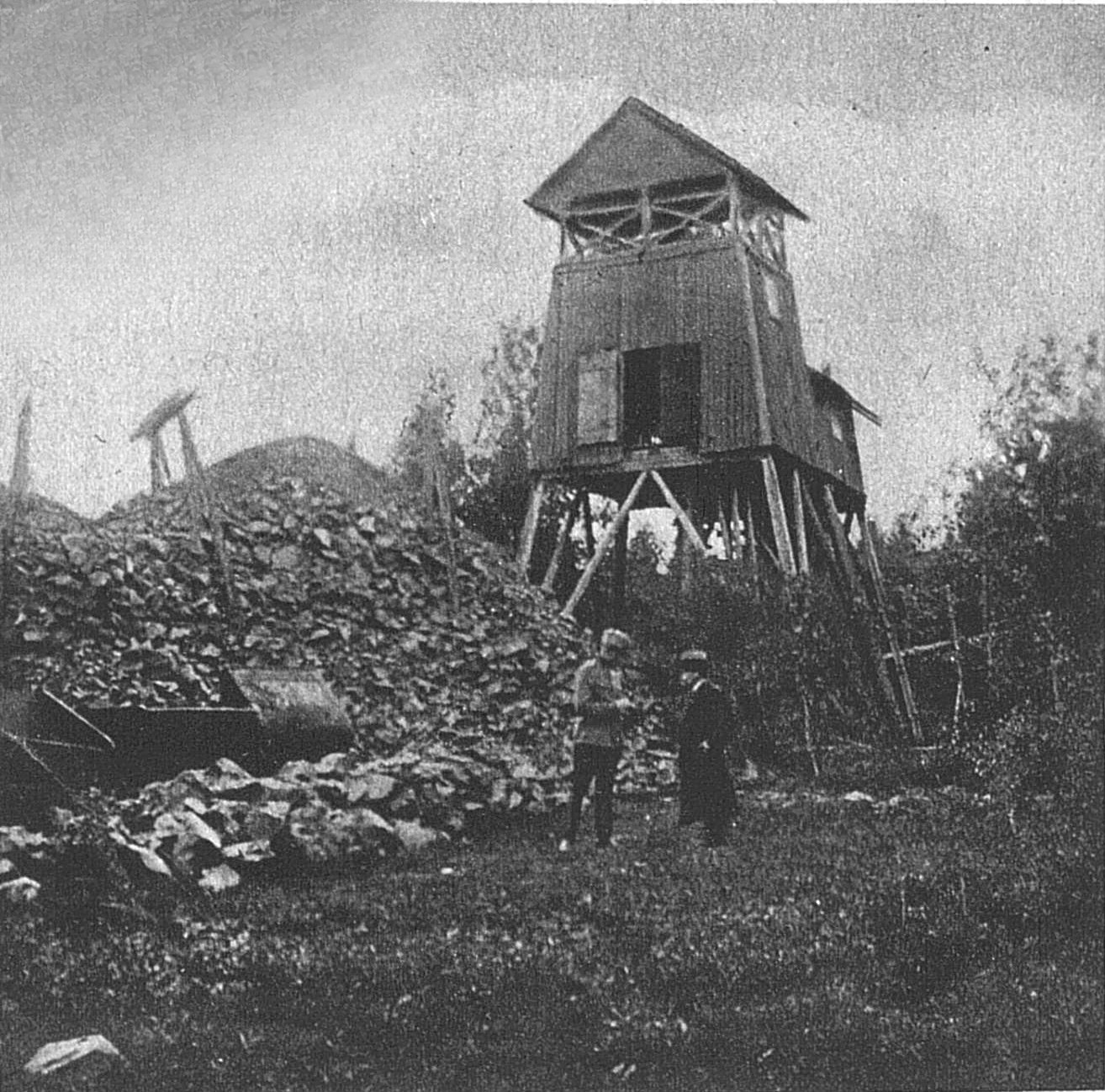
Одна из шахт
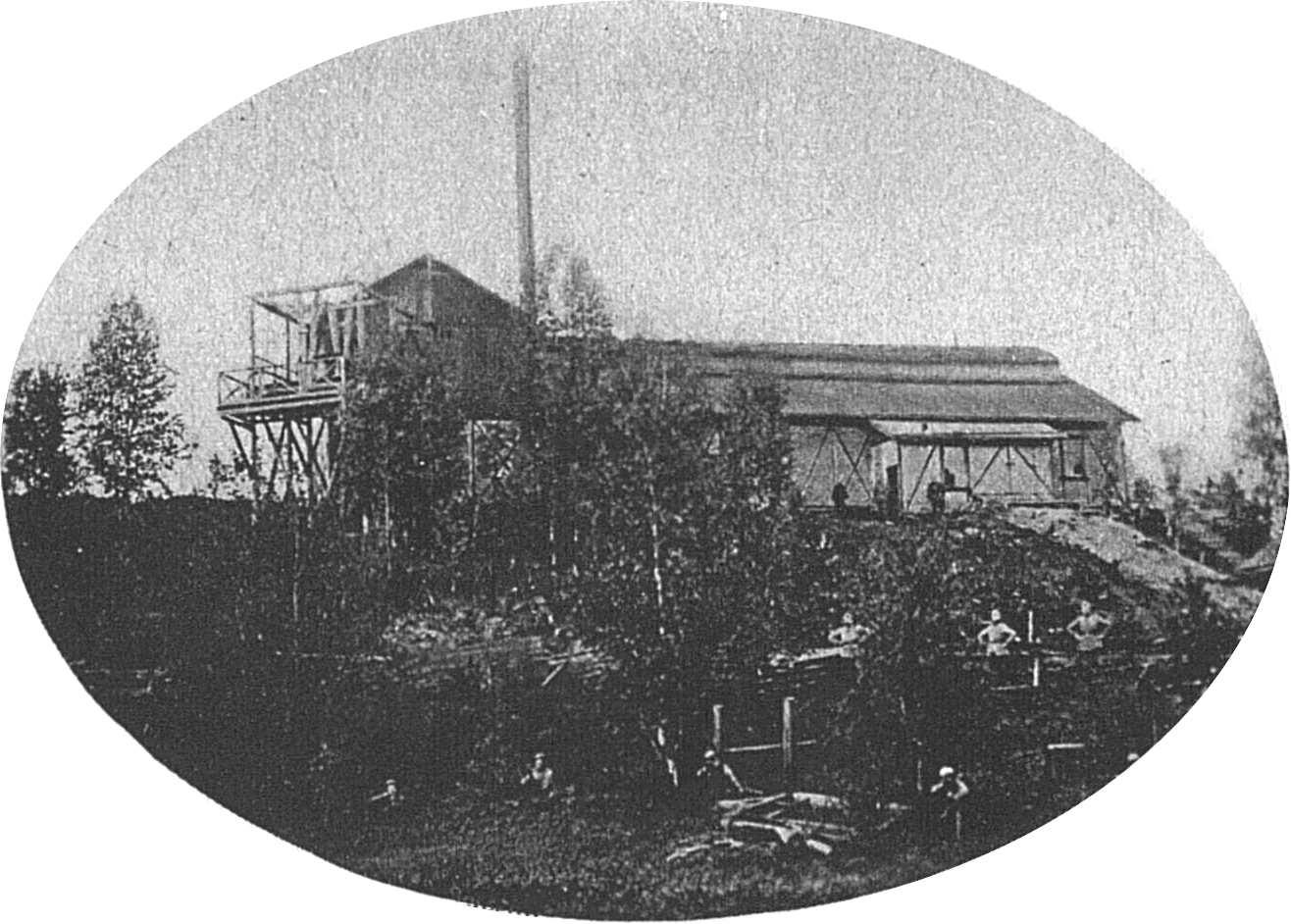
Одно из производственных зданий
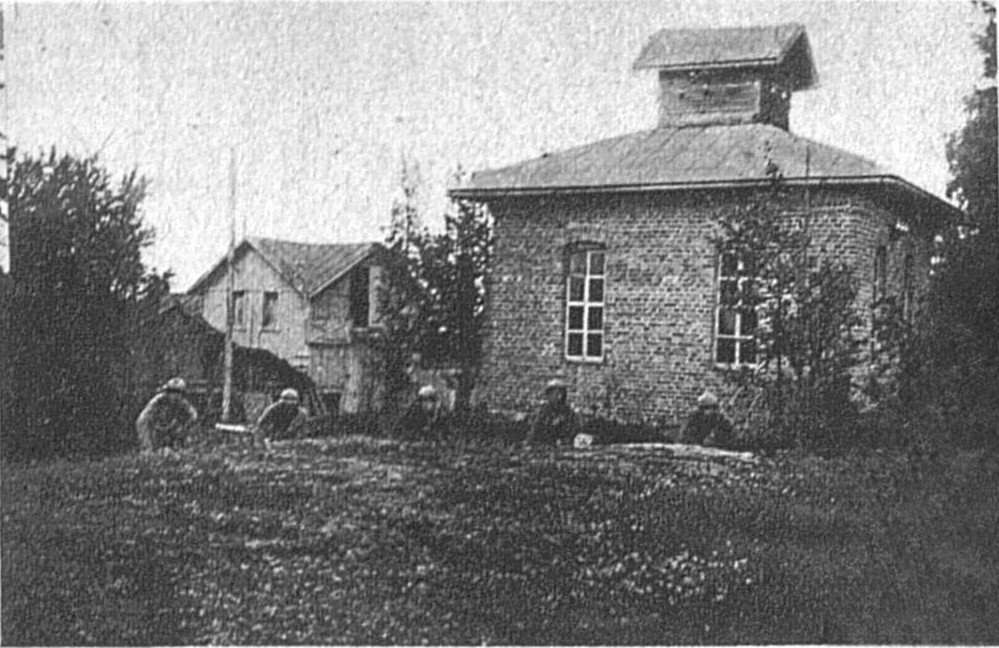
Электростанция
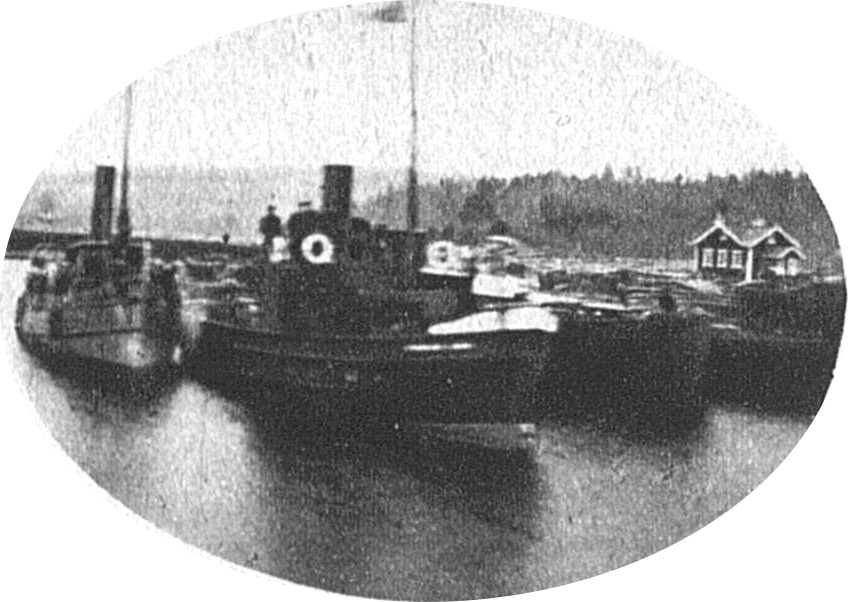
Баржи и буксиры у пристани в Янаслахти

## Геологическое описание

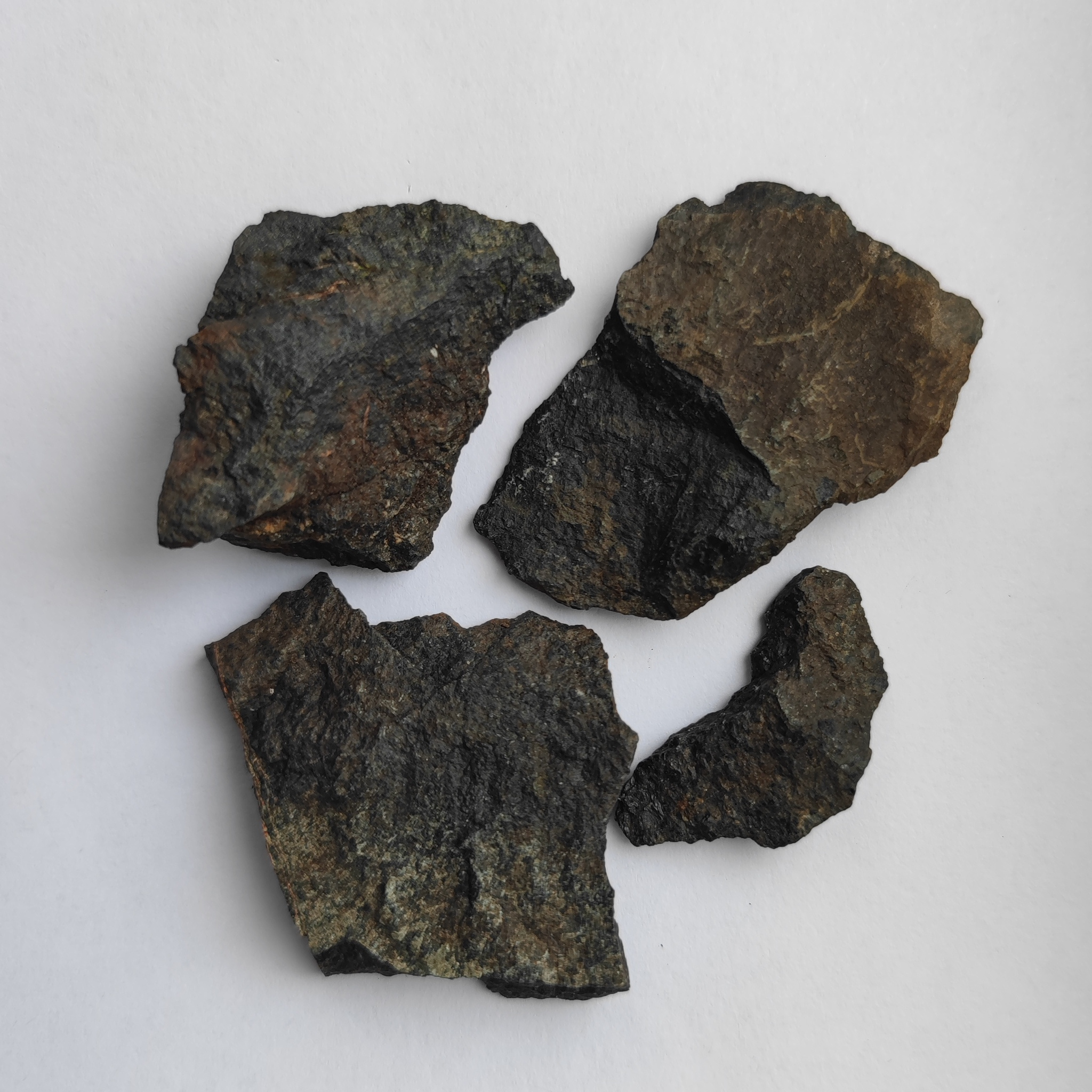
Пироксениты из отвалов шахт Вялимяки

Месторождение расположено в Вялимякском интрузивном массиве возрастом 1,89 млрд лет, залегающем среди нижнепротерозойских пород Северного Приладожья. Размеры массива — 3,5×2,0 км, в плане он имеет овальную форму, вытянутую в северо-восточном направлении. Сложен перидотитами, пироксенитами, габбро и диоритами повышенной щёлочности, а также монцонитами и жильными породами сиенитового состава. Рудные тела, служившие объектом промышленной разработки в конце XIX — начале XX века, приурочены к пироксенитовым частям, залегающим в основном по краям массива. Всего было выявлено пять крупных пироксенитовых тел: Вялимяки-I, Вялимяки-II, Чупуккамяки, Хяркинмяки и Хёхкянмяки. В этих пироксенитах идентифицировано 10 рудных тел в виде крутопадающих пластов и столбов протяженностью 180—600 м и шириной 40-200 м, сложенных ильменит-магнетит-титаномагнетитовой рудой, к полезным компонентам которой относят: железо (до 22,3 %), оксид титана TiO₂ (до 6,25 %), оксид ванадия V₂O₅ (0,1-0,61 %) и оксид фосфора P₂O₅ (0,02-0,53 %).
В результате поисково-разведочных работ, проведённых в 1951—1954 годах, были выявлены в основном низкосортные вкраплённые руды, содержащие 5,62 % растворимого железа и до 2,5 % оксида титана. Более или менее массивные рудные прослои мощностью от нескольких сантиметров до 0,6 м с содержанием растворимого железа до 32,29 %, оксида титана 5,29 % и пентаоксида ванадия 0,26 % встречались редко. Прогнозируемые комплексные рудные ресурсы на площади 204 000 м² и до глубины 200 м составляют около 130,5 млн т, а валовая концентрация железа составляет 15,46 %. Был сделан вывод, что объект Вялимяки должен быть отнесён к категории рудопроявлений и не представляет промышленной ценности, так как его руда бедна, а запасы руды невелики. В то же время основная порода массива — габбро — была отнесена к высокопрочному строительному камню с прогнозными ресурсами в 20 000 000 м³.
Кроме ильменита и титаномагнетита, пироксенитовые тела содержат диопсид, пироксены, плагиоклазы, роговую обманку, биотит, оливин, а также вкрапления прожилок халькопирита, пирита и галенита. В исследованиях 2000-х годов именно в связи с этими сульфидными минералами было отмечено присутствие благородных металлов (металлов платиновой группы и золота), достигающее значений 0,3-1 г/т, в виде гессита, штютцита, теллуровисмутита, тетрадимита, майченерита, фрудита, меренскиита, Rh-сперрилита, электрума и зёрен тонкодисперсного золота (размером до 80 мкм, пробностью 650—999,9).

## Современное состояние
По данным приладожских краеведов, к началу XXI века на территории месторождения Вялимяки к югу от горы Чупуккамяки сохранился ряд техногенных объектов:
- частично затопленные или заваленные устья нескольких шахт с остатками бревенчатой крепи и без неё и затопленная карьерная выработка[к. 1],
- отвалы породы, состоящие преимущественно из черных пироксенитов, габбро-диоритов c редко встречающимися вкраплениями титаномагнетита,
- насыпь бывшей узкоколейной железной дороги,
- фундамент и цоколь железообогатительной фабрики и другие.

Экспедиции спелеодайверов «Rebreather Team Spb» продемонстрировали, что затопленные шахты состоят из нескольких горизонтов (двух—трёх, возможно, четырёх). В разных шахтах встречаются горизонты на глубинах 18, 28, 38 и 50 м протяжённостью до 150 м. В шахтах сохранились остатки старого оборудования: деревянные лестницы, короба с металлическими колёсами, валы лебёдок, вагонетки, фрагменты узкоколейной железной дороги (чугунные рельсы на деревянных шпалах), металлические трубы, ящики, гайки, болты, фрагменты инструментов и прочее.
Связывавшая между собой все шахты узкоколейная железная дорога имела ответвление от главного полотна длиной 100—150 м к обогатительной фабрике. Далее железная дорога шла ещё примерно 3 км в южном и юго-восточном направлении до пристани на берегу залива Янаслахти, где руда и железорудный концентрат погружались на суда для транспортировки по Ладоге на Путиловский или Видлицкий чугуноплавильный завод. Хотя шпалы и рельсы не сохранились к настоящему времени, насыпь бывшей железной дороги всё ещё прослеживается на местности. В нескольких местах насыпь прерывается из-за размывов. Эта насыпь представляет собой полотно высотой в несколько десятков сантиметров (до 0,5 м), выложенное из небольших валунов и колотых камней. Ширина полотна — от 1,7 м до 2,5 м. Насыпь сильно заросла кустарником и деревьями.
На территории выработок сохранились остатки фундаментов различных сооружений. Самым крупным из них являлась железообогатительная фабрика, находившаяся в 200—300 метрах к югу от шахт. От здания фабрики сохранился фундамент и часть цоколя высотой до 0,5 м. Для постройки использовались блоки из добытого тут же поблизости габбро-диорита длиной 1-1,5 м и шириной 0,3-0,5 м. Сооружение имело в плане Г-образную форму с размерами порядка 30 × 30 м. Главный вход был устроен в западной части сооружения, где сохранилось каменное основание крыльца. Территория покрыта молодой порослью.
Месторождение Вялимяки является объектом проведения учебных практик студентов-геологов СПбГУ, а также геологических экскурсий и экспедиций.
По мнению И. В. Борисова, техногенно-природный ландшафт рудников «Вялимяки» должен быть признан памятником горно-индустриального наследия Карелии.

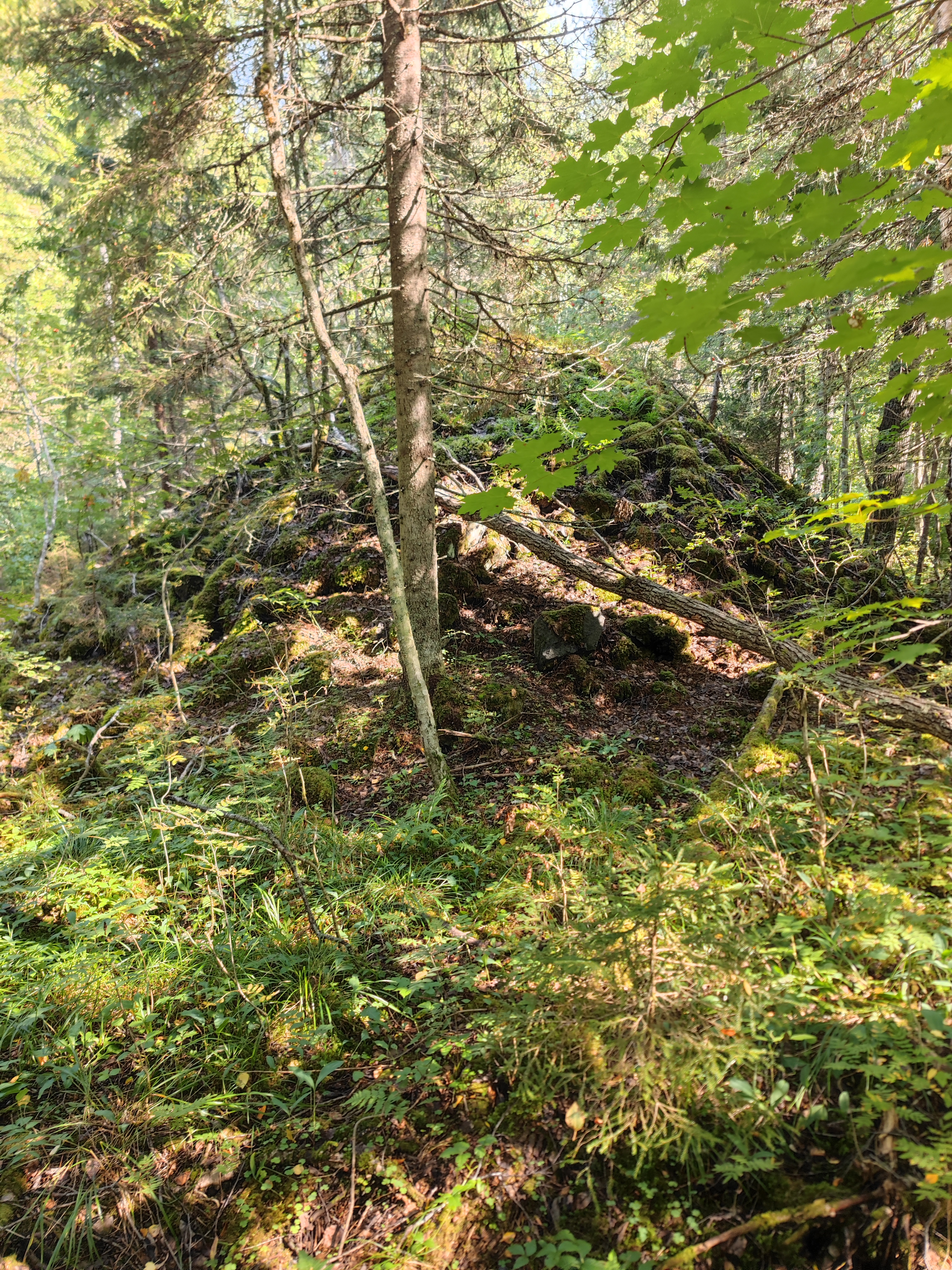
Отвалы пустой породы
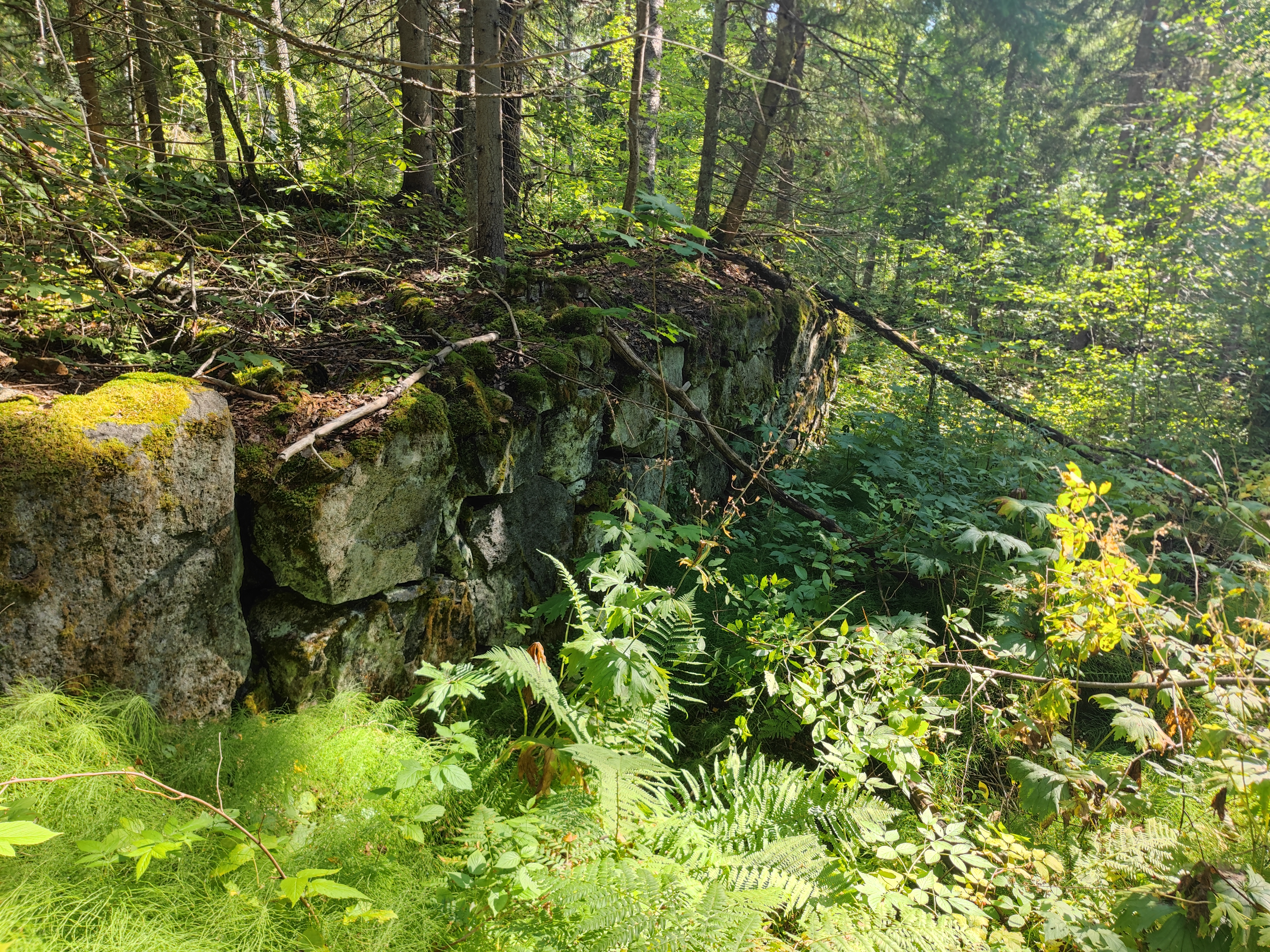
Руины производственных зданий
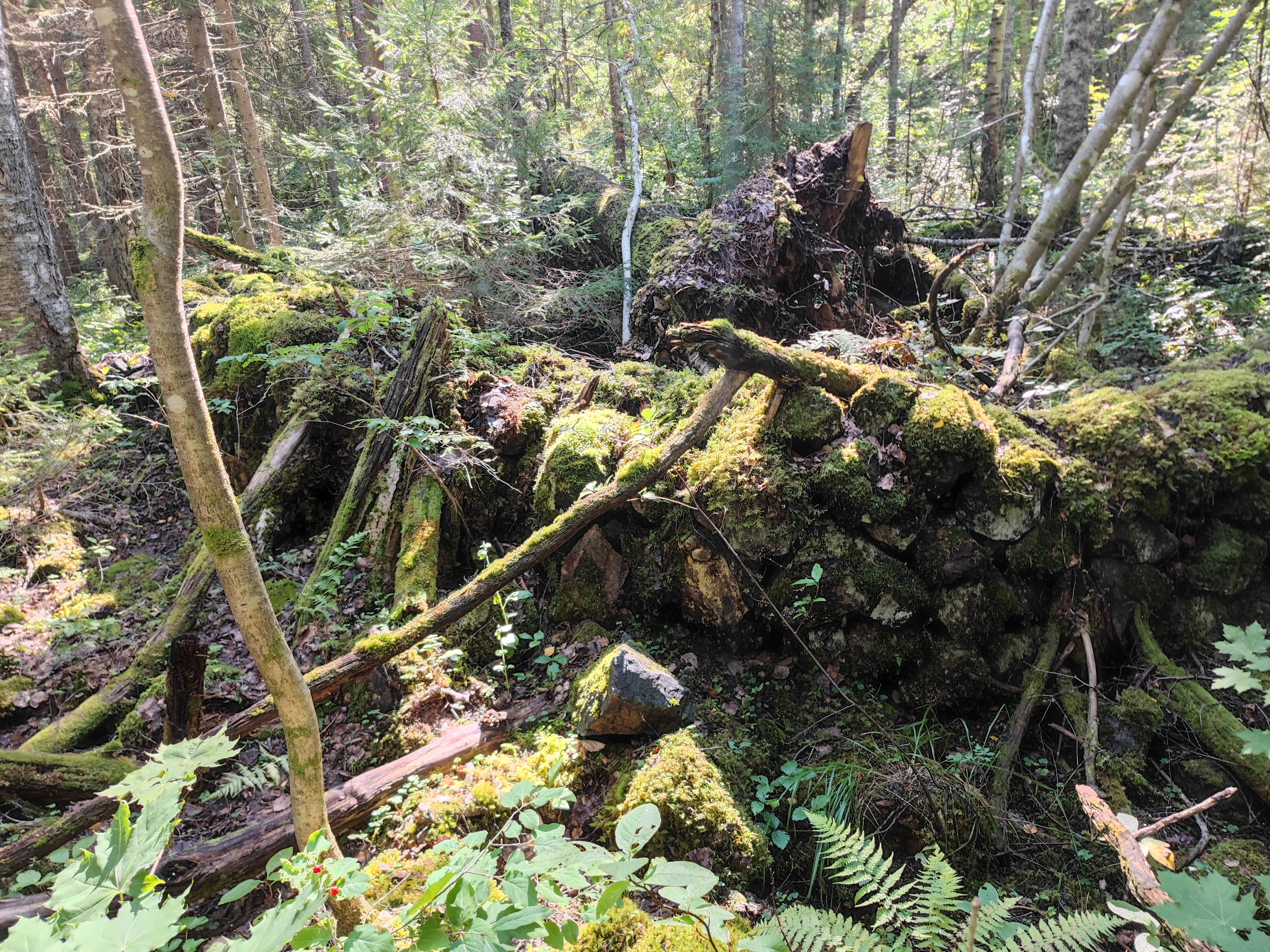
Одна из шахт с каменным ограждением
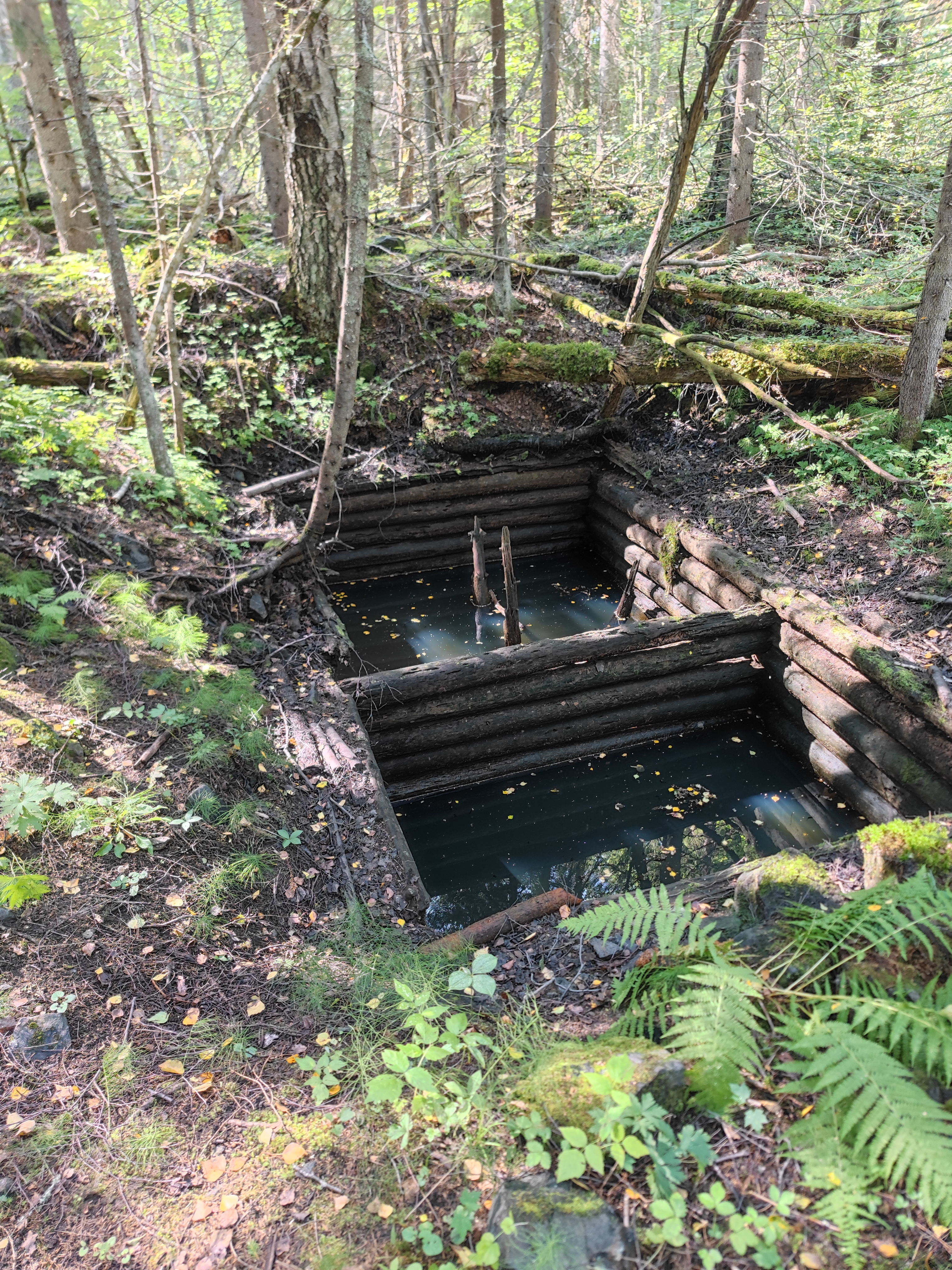
Одна из шахт с сохранившейся деревянной крепью
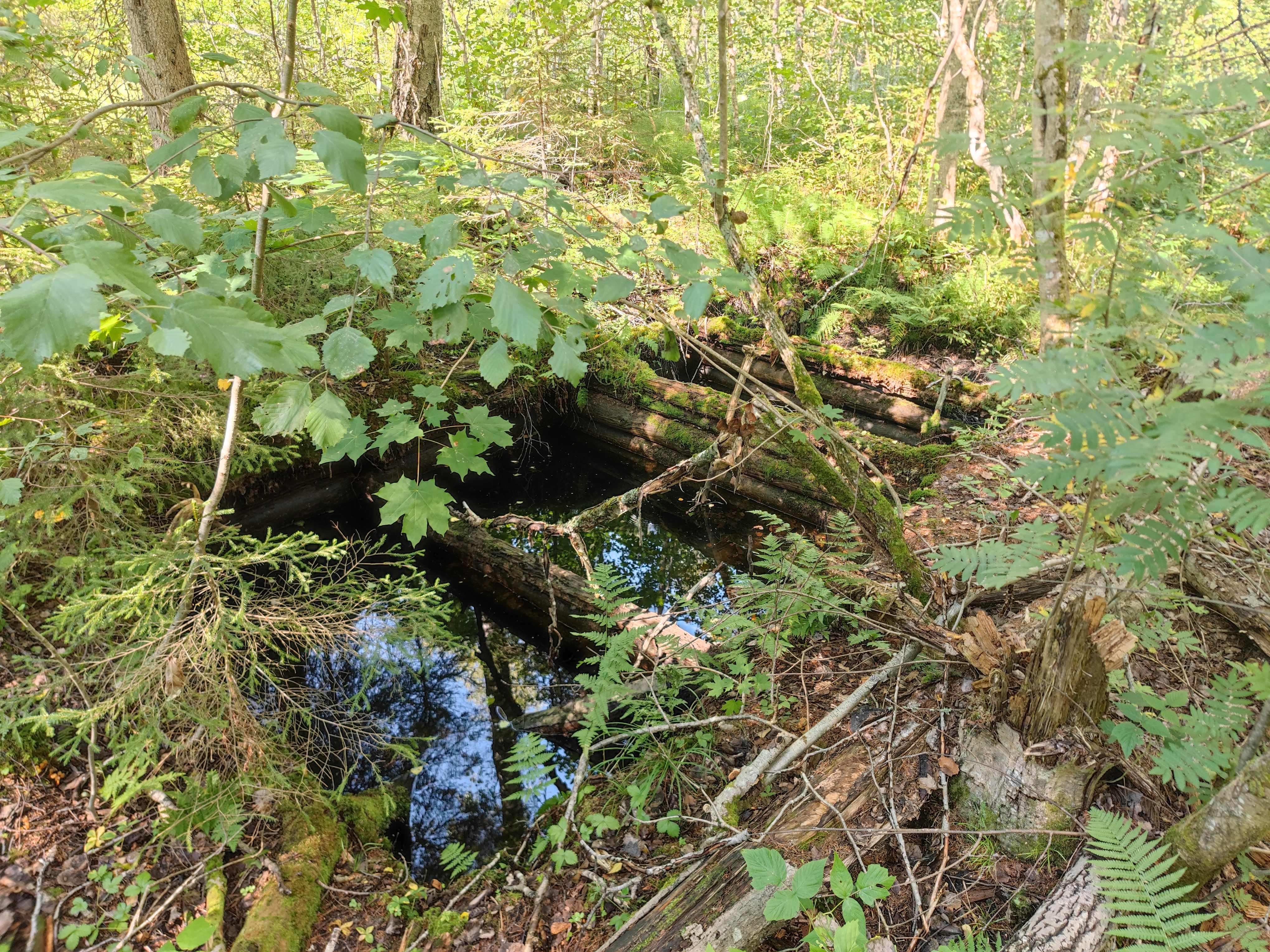
Одна из шахт с сохранившейся деревянной крепью

#### Комментарии
1. ↑  В статье И. В. Борисова этот объект описан как карьер, однако спелеодрайверы в ходе погружений обнаружили там шахту с двумя горизонтами: 28 и 38 м .